# Joyce Smith
Joyce Esther Smith MBE, z domu Byatt (ur. 26 października 1937 w Stoke Newington) – brytyjska lekkoatletka, biegaczka średnio- długodystansowa, medalistka mistrzostw Europy w 1974, dwukrotna olimpijka.
16 lipca 1971 w Londynie uzyskała najlepszy wynik na świecie w biegu na 3000 metrów (IAAF nie uznawała wówczas oficjalnych rekordów świata w tej konkurencji) 9:23,4. Na igrzyskach olimpijskich w 1972 w Monachium biegu na 3000 metrów nie było w programie. Smith wystąpiła na najdłuższym dystansie – biegu na 1500 metrów, w którym odpadła w półfinale.
Zdobyła brązowy medal w biegu na 3000 metrów na mistrzostwach Europy w 1974 w Rzymie, przegrywając jedynie z Niną Holmén z Finlandii i Ludmiłą Braginą ze Związku Radzieckiego, a w biegu na 1500 metrów zajęła 8. miejsce.
Smith startowała z powodzeniem w biegach przełajowych. Na międzynarodowych mistrzostwach w biegach przełajowych zdobyła dwa medale indywidualnie: brązowy w 1971 w San Sebastián (za Doris Brown ze Stanów Zjednoczonych i Berny Lenferink z Holandii) oraz złoty w 1972 w Cambridge (przed Eileen Claugus z USA i Ritą Ridley z Anglii). Poza tym zajęła 4. miejsce w mistrzostwach w 1967 i 14. miejsce w 1969 (drużynowo Anglia zdobyła złote medale w 1967, 1971 i 1972 oraz brązowy medal w 1969). Po przekształceniu tych zawodów w mistrzostwa świata zdobyła srebrny medal indywidualnie na mistrzostwach świata w 1973 w Waregem, przegrywając jedynie z Paolą Pigni z Włoch, a wyprzedzając Joske Van Santberghe z Belgii, a także złoty medal w klasyfikacji drużynowej. Zajęła również 7. miejsce w 1974 i 9. miejsce w 1978 (drużynowo Anglia zdobyła złoty medal w 1974 i brązowy w 1978).
Smith była jedną z pionierek uprawiania biegu maratońskiego przez kobiety. Zajęła w tej konkurencji 9. miejsce na pierwszych mistrzostwach świata w 1983 w Helsinkach i 11. miejsce na igrzyskach olimpijskich w 1984 w Los Angeles (miała wówczas 46 lat). Zwyciężyła w maratonie w Londynie w dwóch pierwszych edycjach w 1981 i 1982, a także w żeńskim maratonie w Tokio w 1979 i 1980. W 1984 otrzymała Order Imperium Brytyjskiego.
Była mistrzynią Wielkiej Brytanii (AAA) w biegu na milę w 1965 i w biegu na 3000 metrów w 1971 i 1974, wicemistrzynią w biegu na 1500 metrów w 1972 i biegu na 3000 metrów w 1973 oraz brązową medalistką w biegu na milę w 1966, a także halową mistrzynią w biegu na milę w 1966. Była również mistrzynią Wielkiej Brytanii (AAA) w biegu maratońskim w 1979 i 1980 oraz wicemistrzynią w biegu na 10 mil w 1981. Była mistrzynią Wielkiej Brytanii w biegu przełajowym w 1959, 1960 i 1973, wicemistrzynią w 1967, 1968, 1970 i 1971 oraz brązową medalistką w 1966, 1975 i 1979.
Joyce Smith była dwukrotną rekordzistką Wielkiej Brytanii w biegu na 1500 metrów do wyniku 4:09,37, uzyskanego 7 września 1972 w Monachium i czterokrotną rekordzistką w biegu maratońskim do czasu 2:29:43 (9 maja 1982 w Londynie).